# Брюс, Роберт, 1-й граф Эйлсбери
Роберт Брюс, 1-й граф Эйлсбери и 2-й граф Элгин (англ. Robert Bruce, 1st Earl of Ailesbury; 19 марта 1626, Лондон — 20 октября 1685, Амптхилл, Бедфордшир) — британский дворянин и политик, заседавший в Палате общин с 1660 по 1663 год, когда он унаследовал от отца титул 2-го графа Элгина.

## Биография

### Происхождение
Родился 19 марта 1626 года в Лондоне. Единственный сын Томаса Брюса, 1-го графа Элгина (1599—1663), и его первой жены Энн Чичестер (? — 1627). Его портрет в образе «лорда Кинлосса» в возрасте 9 лет был написан Корнелиусом Джонсоном. Он отправился в гран-тур по Европе в 1642—1646 годах.

### Жизнь
При жизни своего отца лорд Брюс, как его называли, был членом парламента от Бедфордшира в парламенте Конвента в 1660 году и Кавалерском парламенте в 1661 году, пока он не унаследовал титулы своего отца, став 2-м графом Элгином в 1663 году. В следующем году 18 марта 1664 года ему был пожалован титул 1-го графа Эйлсбери, а также он стал виконтом Брюсом из Амптхилла и бароном Брюсом из Скелтона за его заслуги в обеспечении реставрации Стюартов в Англии. Он был лордом-лейтенантом Бедфордшира с 1660 года при графе Кливленде и единолично с 1667 года до своей смерти.
В октябре 1678 года лорд Эйлсбери был назначен тайным советником Англии и камер-джентльменом. Он был лордом-лейтенантом графств Кембриджшир и Хэмпшир с 1681 года до своей смерти. В 1685 году он был назначен членом Королевского общества и лордом-камергером 30 июля 1685 года.

### Смерть
Роберт Брюс умер в 1685 году в возрасте 58 лет в Хоутон-хаусе, к северу от Эмптилла, Бедфордшир, и был похоронен 26 октября того же года в Молдене. Его вдова, вдовствующая графиня Эйлсбери, построила неподалеку Амптхилл-хаус в 1686 году, первоначально как приданное. К этому времени семья Брюсов располагала обширными поместьями, среди них были: замок Уорлтон, Вест-Тэнфилд, Мэнфилд и Приорат Клеркенвелл.

## Брак и потомство

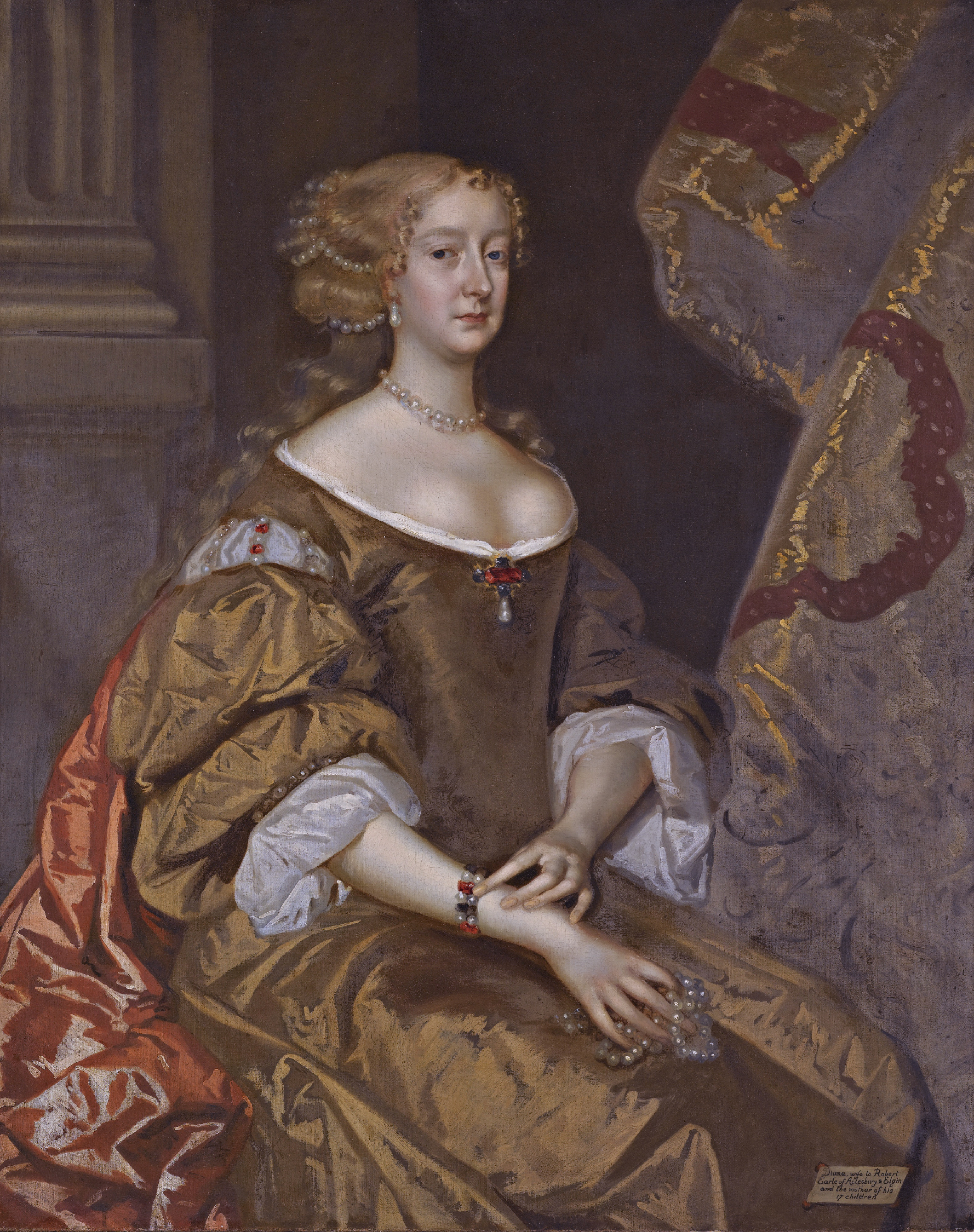
Диана Грей, графиня Эйлсбери, портрет Анри Гансара

16 февраля 1645 года Роберт Брюс женился на леди Диане Грей (до 1625 — 8 апреля 1689), дочери Генри Грея, 1-го графа Стэмфорда (1599—1673), и леди Энн Сесил (1596—1625). У них было семнадцать детей, девять из которых, похоже, дожили до взрослого возраста:
- Достопочтенный Эдвард Брюс (1644/1645 — 1662)
- Томас Брюс, 2-й граф Эйлсбери (1656 — 16 декабря 1741)[6], преемник отца
- Достопочтенный Генри Брюс (род. 1656?, ум. молодым)
- Леди Диана Брюс (ум. 15 июля 1672), 1-й муж с 1666 года сэр Сеймур Ширли, 5-й баронет (1647—1667)[7]; 2-й муж с 1671 года Джон Меннерс, лорд Росс (1638—1711), который после её смерти стал герцогом Ратленда[8].
- Леди Мэри Брюс (31 декабря 1657 — 15 мая 1711)[9], вышла замуж за сэра Уильяма Уолтера, 2-го баронета (1635—1694)[10].
- Леди Кристиана (или Кристиан) Брюс (род. 1658)[11], 1-й муж с 1677 года Джон Ролл (ум. 1689), старший сын и наследник сэра Джона Ролла из Стивенстона, Девон (1626—1706), 2-й муж — сэр Ричард Гейер (или Гейер/Гир) из Сток-Погеса, Бакингемшир.
- Леди Энн Брюс (1-я Анна) (1660- до 1717)[12] , вышла замуж за сэра Уильяма Рича, 2-го баронета (1654—1711), в 1672 году[13].
- Достопочтенный Роберт Брюс (1-й Роберт?, ум. 1652)
- Достопочтенный Чарльз Брюс (ум. 1661)
- Достопочтенный Бернард (или Барнард) Брюс (1666—1669)
- Леди Арабелла Брюс (ум. в детстве)
- Леди Энн Шарлотта Брюс (2-я Анна, ум. 13 марта 1713 г.)[14], вышла замуж за сэра Николаса Багенала из Ньюри (1629—1712), внука Генри Багенала[15].
- Леди Генриетта Брюс, вышла замуж за Томаса Огла.
- Достопочтенный Роберт Брюс (2-й Роберт?, ум. 1728)
- Достопочтенный Джеймс Брюс (ум. 1738)
- Леди Кристиан Брюс (2-я Кристиан?, ум. в детстве).
- Леди Элизабет Брюс (ум. в детстве).

## Титулы

Герб графов Элгин

- 4-й лорд Брюс из Кинлоса (с 21 декабря 1663)
- 2-й граф Элгин (с 21 декабря 1663)
- 4-й барон Брюс из Кинлосса (с 21 декабря 1663)
- 2-й лорд Брюс из Кинлосса (с 21 декабря 1663)
- 4-й лорд Кинлосс (с 21 декабря 1663)
- 2-й барон Брюс из Уорлтона, Йоркшир (с 21 декабря 1663)
- 1-й граф Эйлсбери, Бакингемшир (с 18 марта 1664)
- 1-й виконт Брюс из Амптхилла, Бедфордшир (с 18 марта 1664)
- 1-й барон Брюс из Скелтона, Йоркшир (с 18 марта 1664)